# تايلس أوف زيليا
تايلس أوف زيليا (اليابانية: テイルズ オブ エクシリア) هي لعبة تقمص أدوار تم إصدارها حصريًا لجهاز بلاي ستيشن 3. وهي الإصدار الرئيسي الثالث عشر من سلسلة تايلس وتم تطويرها بواسطة نامكو تيلز ستوديو. تم إصدار اللعبة في اليابان في 7 سبتمبر 2011 وفي أمريكا الشمالية وفي منطقة بال في أغسطس 2013.
وكانت مراجعات تايلس أوف زيليا في اليابان إيجابية للغاية. في وقت إصدارها في اليابان، كانت اللعبة الأكثر طلبًا في سلسلة تايلس وباعت نصف مليون نسخة في أسبوع واحد،   قبل أن تشحن في النهاية أكثر من مليون نسخة حول العالم.  كما فازت اللعبة بجوائز من سوني و فاميتسو. 

## القصة
في عالم ريزي ماكسيا، يتعايش البشر والأرواح بسلام. أقوى روح والأكثر احترامًا بينهم هي ماكسويل. في عالم ريزي ماكسيا، توجد منطقتان: أوج أول، وهي منطقة نامية، و راشوجال، وهي منطقة لديها تكنولوجيا لا مثيل لها. تقترح اللعبة أن تلعب دور جود ماتيس، طالب الطب اللامع الذي ذهب للدراسة في عاصمة راشوجال، فينمونت، والذي سيبحث عن أحد أساتذته، أو ميلا ماكسويل، امرأة شابة برفقة أربعة كائنات غير مرئية وتشعر بالقلق بشأن وفاة العديد من الأرواح مؤخرًا، والتي قررت بعد ذلك التحقيق في فنمونت. دخل الاثنان إلى منشأة أبحاث عسكرية واكتشفوا وجود سلاح سبيريكس القادر على تدمير العالم إذا تم وضعه في الأيدي الخطأ. بعد رؤية هذا السلاح، يلاحقهم جنود راشوجال وينقذهم المرتزق ألفين، ويتوجهون إلى أوج أول، حتى تتمكن ميلا من أداء طقوس تسمح له باستعادة كل سلطاته.

## التطوير
تم الحديث عن اللعبة لأول مرة في يوليو 2010 في المجلة اليابانية شونن جمب الأسبوعية، قبل أن يتم الإعلان عنها رسميًا من قبل بانداي نامكو بعد أسبوع في مؤتمر صحفي. تم إصدار اللعبة رسميًا في 8 سبتمبر 2011.
على عكس الألعاب الأخرى في سلسلة تايلس، هناك شخصيتان رئيسيتان في تايلس أوف زيليا. في بداية اللعبة، يختار اللاعب إحدى الشخصيتين ويتقدم خلال المغامرة من خلال تجربة الأحداث من وجهة نظر الشخصية المختارة. يُطلق على نظام القتال اسم «نظام معركة الحركة الخطية المزدوجة» (DR-LMBS)، وهو يعتمد أساسًا على القتال التعاوني بين إثنين من اللاعبين. يتضمن هذا النظام مزيج من الوضع القتالي لـ تيلس أوف غريسز مع تايلس أوف فيسبريا.